# Margarita Koczanowa
Margarita Koczanowa (ur. 1 lutego 1999 w Grodnie) – białoruska, a od listopada 2021 polska lekkoatletka specjalizująca się w biegach sprinterskich i średniodystansowych. Medalistka mistrzostw Białorusi i Polski.
Koczanowa pochodzi z Grodna. Jej matka jest Białorusinką, ojciec Rosjaninem, a dziadkowie Polakami mieszkającymi na Białorusi. Od dziecka posługuje się językiem polskim. Początkowo na arenie międzynarodowej reprezentowała Białoruś, w barwach której ostatni raz wystąpiła w lipcu 2018. W 2017 przeprowadziła się na stałe do Polski. Wiosną 2021 otrzymała polskie obywatelstwo zrzekając się białoruskiego. W listopadzie 2021 uzyskała od World Athletics zgodę na zmianę reprezentacji.

## Osiągnięcia
Opracowano na podstawie:
| Rok  | Impreza                                    | Miejsce   | Konkurencja             | Pozycja    | Wynik   | Reprezentacja |
| ---- | ------------------------------------------ | --------- | ----------------------- | ---------- | ------- | ------------- |
| 2015 | Letni olimpijski festiwal młodzieży Europy | Tbilisi   | bieg na 800 metrów      | 4. miejsce | 2:09,86 | BLR           |
| 2016 | Mistrzostwa Europy juniorów młodszych      | Tbilisi   | bieg na 800 metrów      | półfinały  | 2:12,83 | BLR           |
| 2016 | Mistrzostwa Europy juniorów młodszych      | Tbilisi   | sztafeta szwedzka       | 4. miejsce | 2:09,61 | BLR           |
| 2018 | Mistrzostwa świata juniorów                | Tampere   | bieg na 800 metrów      | półfinały  | 2:06,53 | BLR           |
| 2023 | Halowe mistrzostwa Europy                  | Stambuł   | bieg na 800 metrów      | runda 1.   | 2:06,00 | POL           |
| 2023 | Uniwersjada                                | Chengdu   | bieg na 800 metrów      | 4. miejsce | 2:04,86 | POL           |
| 2023 | Uniwersjada                                | Chengdu   | sztafeta 4 × 400 metrów | 1. miejsce | 3:32,81 | POL           |
| 2023 | Mistrzostwa świata                         | Budapeszt | bieg na 800 metrów      | runda 1.   | 2:03,23 | POL           |

Rekordy życiowe:
- bieg na 400 metrów – 53,46 (10 czerwca 2023, Warszawa),
- bieg na 800 metrów – 2:01,38 (5 czerwca 2022, Chorzów).